# North Vandergrift-Pleasant View
North Vandergrift-Pleasant View es un lugar designado por el censo ubicado en el condado de Armstrong en el estado estadounidense de Pensilvania. En el año 2000 tenía una población de 1,355 habitantes y una densidad poblacional de 275 personas por km².

## Geografía
North Vandergrift-Pleasant View se encuentra ubicado en las coordenadas 40°36′31″N 79°34′0″O / 40.60861, -79.56667.

## Demografía
Según la Oficina del Censo en 2000 los ingresos medios por hogar en la localidad eran de $25,125 y los ingresos medios por familia eran $34,250. Los hombres tenían unos ingresos medios de $27,500 frente a los $19,500 para las mujeres. La renta per cápita para la localidad era de $13,987. Alrededor del 14.8% de la población estaba por debajo del umbral de pobreza.